# Ardesia
L'ardèsia (detta anche pietra di Lavagna) è una roccia metamorfica di origine sedimentaria (metamarna in facies pumpellyite-attinolite). Si tratta di una varietà di scisti calcareo-argillosi facilmente divisibili in lastre sottili, piane, leggere, impermeabili e resistenti agli agenti atmosferici, derivanti da metamorfismo di basso grado di rocce sedimentarie formate dalla deposizione di un limo finissimo (marna) dovuto all'erosione di antichi rilievi. L'ardesia è una roccia classificata come tenera o semi-dura. È una pietra compatta, di colore plumbeo-nerastra e facilmente lavorabile.
L'ardesia tende a schiarirsi dal momento dell'estrazione fino ad assumere una pigmentazione grigio chiara, la tonalità scura essendo dovuta a residui carboniosi che si ossidano una volta a contatto con ossigeno, umidità e radiazioni ultraviolette. In virtù della propria scistosità (ovvero la capacità di dividersi in lastre secondo i piani di clivaggio dovuti alla sua foliazione) e proprietà, può essere impiegata in vari segmenti artigianali e industriali tanto dell'architettura e dell'edilizia (per la realizzazione di tetti, pavimentazioni, gradoni di scale) quanto in arte nel design e dell'oggettistica di uso quotidiano.

## Storia

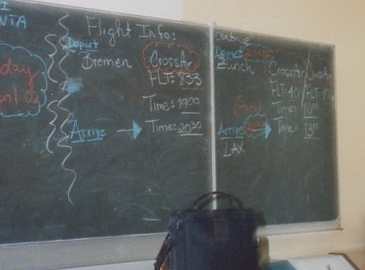
Una lavagna, il più comune oggetto composto di ardesia

Il termine ardesia deriva da un'antica parola francese "ardesie" (XII secolo) che a sua volta deriverebbe da Ardennes, provincia francese in cui si sviluppò in passato una delle prime industrie estrattive per la produzione di lastre sottili da copertura, chiamate lose.
Si ritiene che l'ardesia fosse utilizzata in principio circa duemiladuecento anni fa nella zona del Tigullio (ovvero nell'area compresa tra il comune di Sestri Levante e la val Fontanabuona), già bacino del paleo-oceano ligure-piemontese.
Il suo impiego come materiale di copertura di tetti risale a tempi antichissimi ed ha avuto il suo apogeo nell'epoca medioevale e poi in quella del Rinascimento.
Oggi viene estratta prevalentemente da cave situate in Val Fontanabuona.

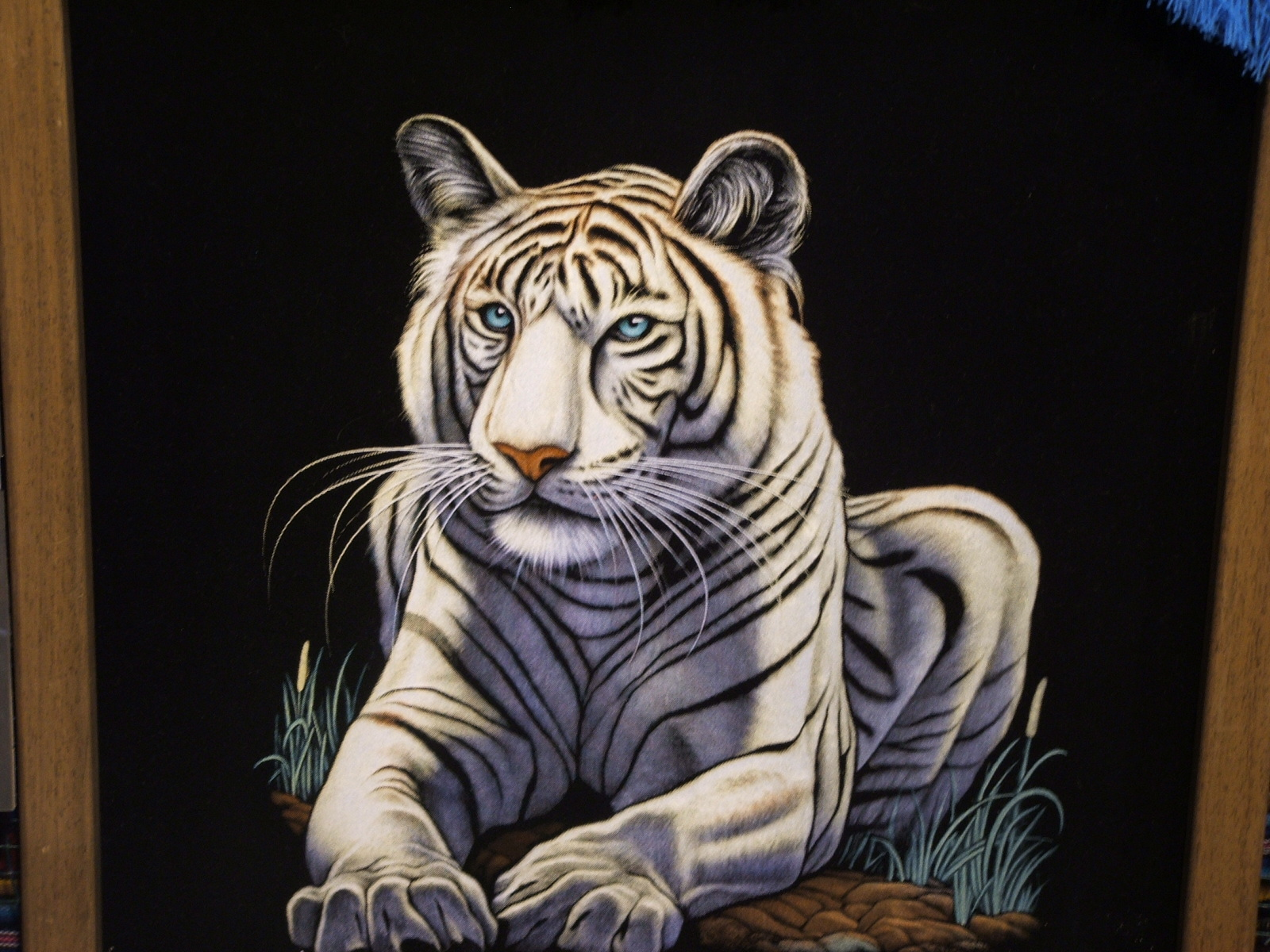
Una tigre dipinta su ardesia.

L'impiego dell'ardesia - per la quale si è avuta in tempi recenti una riscoperta nell'uso architettonico per il restauro di edifici storici, per l'arredamento, per la costruzione di biliardi, per l'abbellimento di interni - è comunque antecedente all'epoca della dominazione romana. Infatti, a Chiavari, presso Lavagna, è stata rinvenuta una necropoli composta da tombe a "cassetta" interamente realizzate con questo materiale (VIII - VII secolo a.C.). 

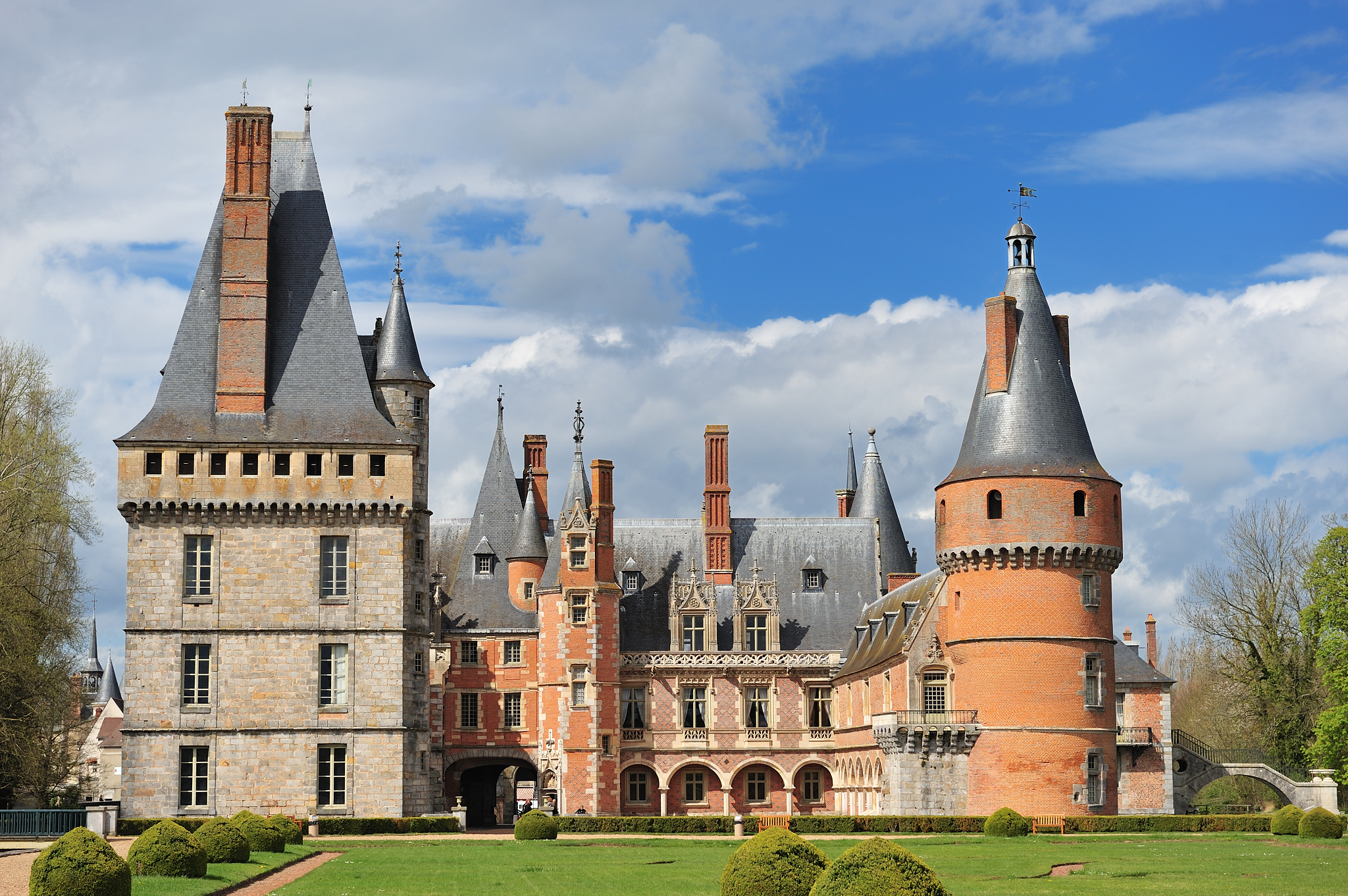
Castello di Maintenon, dai tipici tetti di ardesia

L'ardesia ligure è anche conosciuta come "lavagna", pietra che secondo l'interpretazione corrente pare abbia assunto questo nome dall'omonima località della riviera di levante che fino al secolo scorso era il centro commerciale italiano di questo materiale. Nella valle Fontanabuona i primi giacimenti ad essere sfruttati in maniera intensiva a partire dal XII secolo furono quelli di Uscio e Recco, anche se dalla metà del XIX secolo i maggiori centri estrattivi sono localizzati sul monte Verzi (Lorsica), sulle alture di Orero e nel comune di Moconesi.

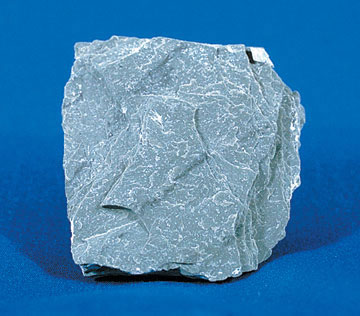
Pietra grezza di ardesia

## Caratteristiche
Le ardesie sono delle rocce sedimentarie clastiche che hanno subito dei processi metamorfici ridotti, per cui mostrano ancora alcune caratteristiche delle rocce sedimentarie. Le ardesie appartengono alla famiglia degli argilloscisti.

## Composizione
L'ardesia è principalmente composta di minerali quali quarzo, muscovite o illite, spesso insieme a biotite, clorite, ematite, e pirite; e, meno frequentemente, insieme a apatite, grafite, caolinite, magnetite, tormalina, o zircone così come feldspato. 

In rare occasioni, ad esempio nelle ardesie di colore violaceo del Galles del Nord, a seguito della riduzione ferrosa formano delle sfere di piccola dimensione intorno ai nuclei dell'elemento, lasciando una sottile consistenza di colore verde chiaro. Queste sfere sono talora deformate da un successivo campo di sollecitazione applicato a ovoidi, che hanno forma di ellissi se visualizzate su un piano di clivaggio del campione.fa parte delle rocce metamorfiche

## Origine e giacitura
Le ardesie hanno origine da rocce argillose frequentemente marnose soggette ad un metamorfismo bassissimo chiamato semimetamorfismo o anchimetamorfismo: per questa ragione la matrice rocciosa non viene trasformata radicalmente così come avviene nel metamorfismo completo, per cui molte ardesie possono avere una struttura quasi identica alle rocce sedimentarie, altre un po' meno, a seconda del grado di metamorfismo.

## Luoghi di ritrovamento

Liguria: vecchia fotografia che ritrae un clan di portatrici di lastre di ardesia dalla cava fino al luogo di carico a mare

L'ardesia è diffusa in Italia settentrionale, è da molti secoli estratta in Liguria, storicamente nella zona costiera tra Lavagna (da cui il nome) e Chiavari. In seguito anche dalle cave della val Fontanabuona (alle spalle di Chiavari, Rapallo e Genova) e nell'imperiese (Valle Argentina).
Un tipo di scisto assimilabile ma differente, impropriamente chiamato ardesia, si può trovare come pietra da coperture nelle aree alpine, in particolare in quelle del cuneese (Piemonte), della val Camonica, della alta valle Seriana e della alta val Brembana (quest'ultima detta anche ardesia porfiroide o, da definizione petrografica, secondo UNI ENI 12670:2003, argillite anchimetamorfica) (Lombardia).
Goffredo Casalis riporta nel suo Dizionario storico geografico statistico commerciale degli Stati di S.M. il Re di Sardegna, che nel 1840 esistevano: 48 cave di ardesia nei soli territori di Lavagna e Cogorno: sono esse notissime per la quantità di lastre cui forniscono ai bisogni delle due riviere ed anche a quelli di esteri stati, perocché se ne spediscono a Napoli, in Toscana, a Gibilterra, in Portogallo, in Francia, in Corsica, in Sardegna, a Trieste, ad Odessa.
Anticamente le ardesie italiane provenivano da Cavi di Lavagna (usata per le lavagne); attualmente si sfruttano le cave di Recco e val Fontanabuona. Tutte e tre le cave si trovano nella città metropolitana di Genova; per il trasporto del materiale, soppresso lo scalo dedicato un tempo presente presso la stazione ferroviaria di Lavagna, si ricorre unicamente all'autotrasporto anche sulle lunghe distanze.
Dagli anni '70 si estrae ardesia anche dalla Valle Argentina (usata originariamente per i piani dei biliardi e ora per edilizia), in provincia di Imperia.
Altre cave in Europa sono presso Angers, Grenoble, Cherbourg, in Francia e nel Galles nel Regno Unito.

## L'Ardesia nell'architettura francese
L'ardesia gode di un posto privilegiato nell'architettura francese. Non è chiaro se già i Normanni la utilizzassero (seppur raramente) per le coperture piane dei loro dongioni nel XI-XII secolo, ma quel che è certo è che il suo utilizzo inizia nel corso del medioevo.
Dei primi utilizzi certi li abbiamo a partire dal XIII secolo, quando iniziò ad essere usata per le coperture delle sale di ricevimento dei castelli (inizialmente il suo colore doveva essere grigiastro). Sarà tuttavia solo nella seconda metà del '300 che nell'Île-de-France e nella valle della Loira iniziò ad essere usata sempre più spesso (in alternanza o in sostituzione delle precedenti coperture in laterizio). Alla fine del XIV secolo veniva estratta l'ardesia con dei riflessi azzurri, in modo che posta sul tetto nelle belle giornate questo sarebbe apparso di un blu acceso e vivace.
La mania del blu (iniziata nel corso del duecento) non interessò solo la Francia, ma anche l'Italia, l'Inghilterra ecc. era ritenuto un colore puro (in quanto simile al cielo, era inoltre accostato alla vergine) e costoso (i pigmenti blu venivano da oriente), in Francia inoltre il blu era il colore della regalità, quindi l'ardesia che in alcune condizioni meteorologiche appare blu, divenne pian piano il materiale privilegiato per costruire.
Nel XV secolo, la fioritura del gotico-flamboyant, impose poi tetti sempre più alti e complessi, spesso mansardati e provvisti di abbaini (alla fine del trecento, molto semplici e in piombo bluastro, nel quattrocento divennero delle vere e proprie opere d'arte di tufo bianco) e l'uso dell'ardesia conobbe una fioritura mai vista fino ad allora, dall'Île-de-France l'ardesia si diffuse in tutta la Francia settentrionale, e orientale ed iniziò ad essere usata accanto al laterizio anche nella Francia meridionale. Per quanto riguarda la Borgogna, l'uso dell'ardesia fu alquanto raro in quanto ad esso si preferì l'uso di tetti dal colore bruno. Nel corso del XVI secolo comparve sempre più spesso anche nelle abitazioni civili, e fu usata fin quando con l'avvento dell'industrializzazione venne sostituita sempre più spesso dal piombo grigio.